# 제54회 NHK 홍백가합전
《제54회 NHK 홍백가합전》(일본어: 第54回NHK紅白歌合戦 다이고쥬욘카이에누에이치케이코하쿠우타갓센[*])는 2003년 12월 31일에 방송된 통산 54회째인 NHK 홍백가합전이다.

## 사회자
- 종합사회 - 타케우치 토우코 아나운서
- 홍조(紅組) - 우도 유미코, 젠바 타카코 아나운서
- 백조(白組) - 아베 와타루, 타카야마 테츠야 아나운서
- 라디오 중계 - 오노 후미에, 후지사키 히로시 아나운서

## 심사원
- 아사노 유코 : 2003년 하반기 연속 TV 소설 『てるてる家族』에서 이와타 테루코 역.
- 이츠키 히로유키 : 2003년 『百寺巡礼』 등 저서 출판.
- 유카 : 2004년 NHK 대하드라마 『신센구미!』에서 '미유키 다유'와 '오코' 1인 2역 및 『ポップジャム(POP JAM)』의 사회자.
- 미타니 코키 : 『신센구미!』의 작가.
- 무라야마 유카 : 2003년 소설 『星々の舟』로 제 129회 나오키상 수상.
- 스에츠구 신고 : 2003년 세계 육상 선수권 대회 남자 200m 동메달리스트.
- 스구리 후미에 : 2003년 NHK배 국제피겨스케이팅경기대회 및 피겨 스케이팅 그랑프리 파이널에서 여자 싱글로 우승.
- 다케다 신지 : 2003년 NHK 금요시대극 『転がしお銀』에서 이노우에 소타로 역 및 NHK 교육 텔레비전 『トップランナー』의 사회자.
- 아리마 이네코 : 2003년 보관장 수여.
- 호시노 센이치 : 2003년 한신 타이거즈를 18년 만에 센트럴 리그를 우승시킨 감독.

## 출장가수
진한 글씨는 그 해 첫 출장을 나타냄.

괄호 안의 숫자는 출장횟수를 나타냄.

### 1부
- 아카구미(紅組) :
  - 보아 (2) 〈DOUBLE〉
  - 고토 마키 (1) 〈オリビアを聴きながら〉
  - 아이우치 리나 (1) 〈夢ノカケラ…〉
  - 나가야마 요코 (10) 〈じょんから女節〉
  - 미즈모리 카오리 (1) 〈鳥取砂丘〉
  - 코자이 카오리 (12) 〈無言坂〉
  - 모닝구무스메 (6) 〈Go Girl～恋のヴィクトリー～〉
  - 마츠우라 아야 (3) 〈ね〜え?〉
  - 신노 미카 (2) 〈浮雲ふたり〉
  - 이시하라 준코 (2) 〈ふたり傘〉
  - 아야도 지에 (1) 〈テネシーワルツ〉
  - 카하라 토모미 (& 코롯케) (5) 〈ありがとね!〉
  - ZONE (3) 〈secret base～君がくれたもの～〉
  - "여자12악방 (1)·니시키오리 켄 (2) 〈自由そして荒城の月〉 (합동 무대)"
  - 아무로 나미에 (9) 〈SO CRAZY〉

- 시로구미(白組) :
  - w-inds. (2) 〈Long Road〉
  - 175R (1) 〈空に唄えば〉
  - EXILE (1) 〈Choo Choo TRAIN〉
  - 야마모토 조지 (12) 〈みちのくひとり旅〉
  - 야마카와 유타카 (10) 〈函館本線〉
  - 마에카와 키요시 (13) 〈東京砂漠〉
  - 각트 (3) 〈Last Song〉
  - 후세 아키라 (19) 〈君は薔薇より美しい〉
  - 토바 이치로 (16) 〈兄弟船〉
  - 호리우치 타카오 (15) 〈河〉
  - 이토 타키오 (2) 〈TAKIOのソーラン節〉
  - 타니무라 신지 (16) 〈いい日旅立ち・西へ〉
  - 사다 마사시 (15) 〈たいせつなひと〉
  - "여자12악방 (1)·니시키오리 켄 (2) 〈自由そして荒城の月〉 (합동 무대)"
  - 모리 신이치 (36) 〈狼たちの遠吠え〉

### 2부
- 아카구미(紅組) :
  - 하마사키 아유미 (5) 〈No way to say〉
  - 히토토 요 (1) 〈もらい泣き〉
  - aiko (2) 〈えりあし〉
  - Every Little Thing (7) 〈また あした〉
  - 시마타니 히토미 (2) 〈元気を出して〉
  - 고바야시 사치코 (25) 〈孔雀〉
  - 후지 아야코 (12) 〈曼珠沙華〉
  - 나카시마 미카 (2) 〈雪の華〉
  - 사카모토 후유미 (15) 〈あばれ太鼓〉
  - "모리야마 료코 (8)·비긴 (2)·나쓰카와 리미 (2) 〈涙そうそう〉 (합동 무대)"
  - 쿠라키 마이 (1) 〈Stay by my side〉
  - 와다 아키코 (27) 〈古い日記2003 KOUHAKU Remix〉
  - 가와나카 미유키 (16) 〈あんたの花道〉
  - 덴도 요시미 (8) 〈美しい昔〉

- 시로구미(白組) :
  - 모리야마 나오타로 (1) 〈さくら（独唱）〉
  - 유즈 (1) 〈またあえる日まで、濃、夏色〉
  - TOKIO (10) 〈AMBITIOUS JAPAN!〉
  - 하나와 (1)·테츠 앤 토모 (1) 〈佐賀県なんでだろう～スペシャル合体バージョン～〉
  - CHEMISTRY (3) 〈YOUR NAME NEVER GONE〉
  - 미카와 켄이치 (20) 〈さそり座の女2003〉
  - 히라이 켄 (3) 〈見上げてごらん夜の星を〉
  - 고스페라즈 (3) 〈新大阪〉
  - 호소카와 타카시 (29) 〈浪花節だよ人生は〉
  - "모리야마 료코 (8)·비긴 (2)·나쓰카와 리미 (2) 〈涙そうそう〉 (합동 무대)"
  - 나가부치 쓰요시 (2) 〈しあわせになろうよ〉
  - 이츠키 히로시 (33) 〈逢えて…横浜〉
  - 히카와 키요시 (4) 〈白雲の城〉
  - SMAP (12) 〈世界に一つだけの花〉